# سالفاتوري مولينا
سالفاتوري مولينا (بالإيطالية: Salvatore Molina)‏ (1 يناير 1992 في إيطاليا - ) هو لاعب كرة قدم إيطالي في مركز الوسط. شارك مع منتخب إيطاليا تحت 20 سنة لكرة القدم ومنتخب إيطاليا تحت 21 سنة لكرة القدم. أما مع النوادي، فقد لعب مع أتالانتا ونادي بيروجيا ونادي تشيزينا ونادي فوجيا ونادي كاربي ونادي مودينا وASD Barletta 1922 ‏.

## وصلات خارجية
- سالفاتوري مولينا على موقع قاعدة بيانات كرة القدم.إي يو (الإنجليزية)
- سالفاتوري مولينا على موقع Soccerway.com (الإنجليزية)
- سالفاتوري مولينا على موقع عالم كرة القدم.نت (الإنجليزية)
- سالفاتوري مولينا على موقع AS.com (الإسبانية)